# Jan Flis (duchowny)

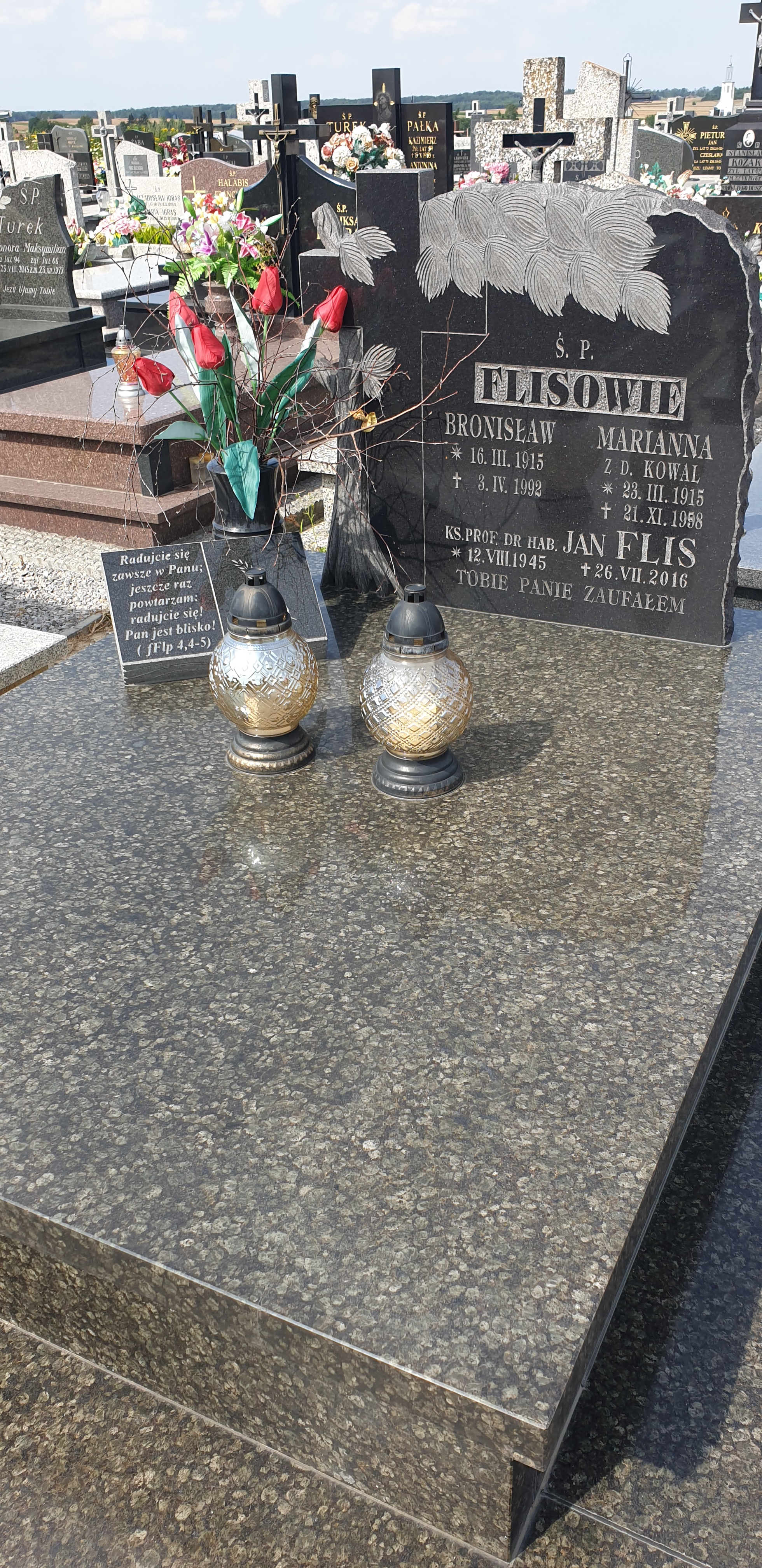
Grób ks. Jana Flisa i jego rodziców

Jan Flis (ur. 12 sierpnia 1945 w Polichnie, zm. 26 lipca 2016) – polski duchowny katolicki, teolog, profesor nauk teologicznych, tłumacz Biblii.

## Życiorys
Urodził się w Polichnie. W latach 1963–1969 studiował filozofię i teologię na KUL. 17 czerwca 1969 otrzymał święcenia kapłańskie. Doktorat obronił w 1985, a habilitację w 2000. W 2012 uzyskał tytuł naukowy profesora nauk teologicznych. Pracował w parafiach archidiecezji lubelskiej, a od 1994 w St. Pölten (Austria).
Specjalizował się w biblistyce Nowego Testamentu. Pełnił funkcję kierownika Katedry Egzegezy i Teologii Biblijnej na Wydziale Teologicznym Uniwersytetu Szczecińskiego.
Spoczywa na cmentarzu parafii pw. św. Jana Vianneya w Polichnie.

## Ważniejsze publikacje
- Konkordancja Starego i Nowego Testamentu do Biblii Tysiąclecia (1991, 2000)
- Modele Kościoła w pismach narracyjnych Nowego Testamentu (1999)
- Mój Kościele, ufaj Ojcu! Krótkie rozważania, przykłady i sentencje na rok św. Mateusza (2001)
- Hallo, Vati im Himmel! Ich mag dich so sehr und du magst mich noch mehr! : (für Kinder - aber nicht nur...) (2002)
- Średniowieczni dominikanie o Matce Bożej. Wybrane zagadnienia (2008)
- O duchowości maryjnej dzisiaj (2009)
- Teologia między Wschodem a Zachodem. Wybrane kwestie doktrynalne w kazaniach św. Piotra Chryzologa (2012)